# 烏德爾鎮區 (愛荷華州阿珀努斯縣)
烏德爾鎮區（英語：Udell Township）是位於美國愛荷華州阿珀努斯縣的一個行政鎮區。

## 地方資料
根據2010年美國人口普查的數據，烏德爾鎮區的面積為70.62平方千米，當中陸地面積為69.50平方千米，而水域面積為1.12平方千米。當地共有人口343人，而人口密度為每平方千米4.86人。